# Reserva Mauricio López Lomba

La Reserva Mauricio López Lomba es una reserva de fauna del departamento de Tacuarembó. Se encuentra ubicada en la ciudad homónima y sus accesos son mediante la ruta 5, a la altura del kilómetro 390, y por la Avenida Secco Aparicio.

## Historia
Fue creado por iniciativa del doctor Mauricio López Lomba en los años cuarenta, con el objetivo de preservar y proteger parte de la fauna autóctona del departamento. Desde un principio las instalaciones estaban ubicadas en Villa Ansina, ciudad de residencia de López Lomba. En los años noventa, la Intendencia departamental asume la protección de las especies y la administración del complejo, el cual en el año 1992 se traslada hacia un predio de mayores dimensiones, con un total aproximado de veinte hectáreas de extensión ubicado en la ciudad capital de Tacuarembó. Posteriormente mediante un decreto del gobierno departamental el zoológico es bautizado con el nombre de su fundador.
En el año 2018, recibe el nombre de Reserva departamental Mauricio López Lomba y desde entonces es administrado por el programa de desarrollo y medio ambiente de la Intendencia Departamental de Tacuarembó. 

## Paseo
Cuenta con un espacio de 20 hectáreas, en donde se puede encontrar una variedad de animales recorriendo libremente toda su extensión. Además cuenta con zonas de recreación con mesas y juegos infantiles.
En lo que respecta a las especies alojadas en el complejo, hay aproximadamente 220 animales de diversas especies.

## Galería de imágenes

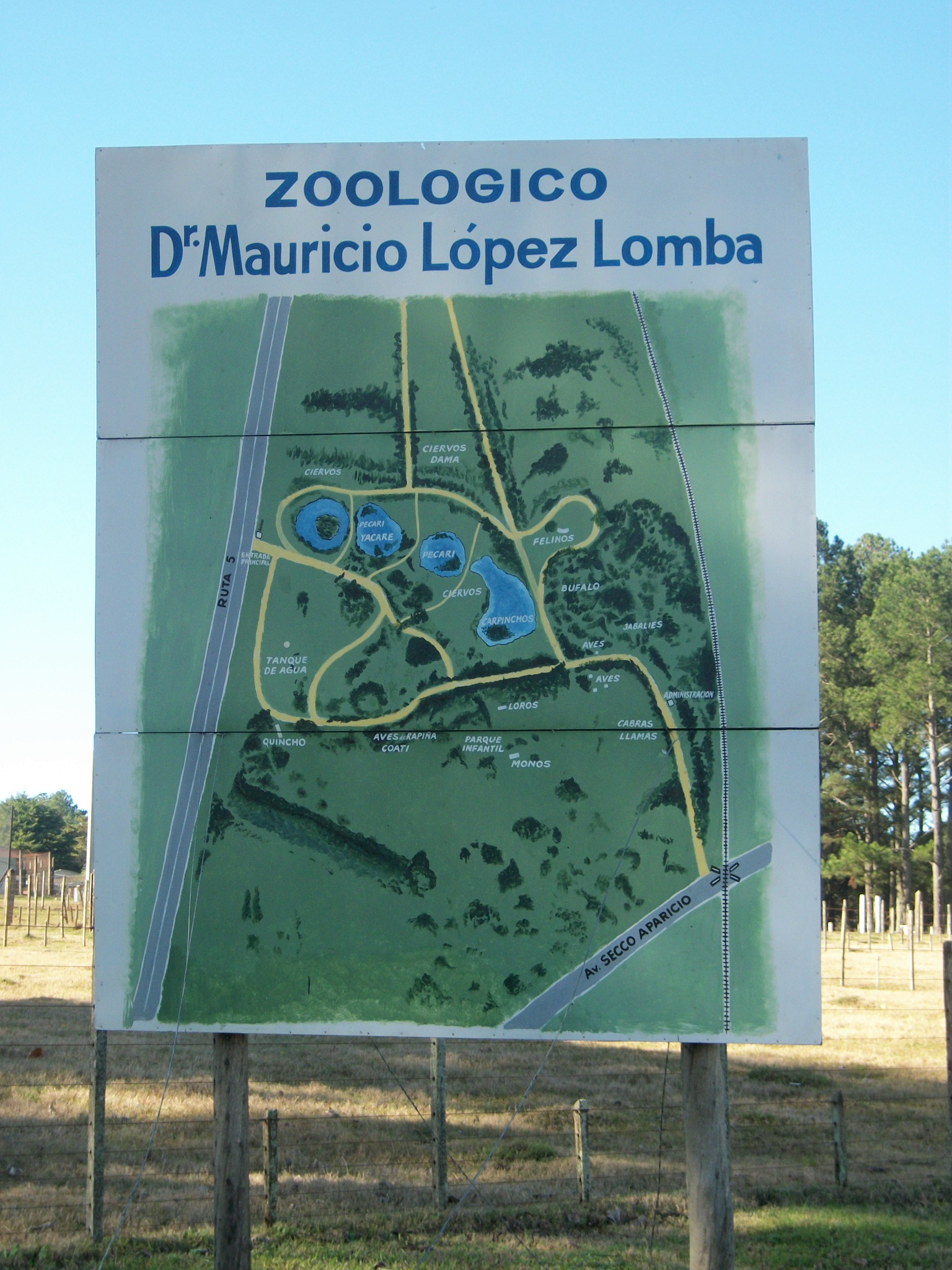
Mapa interno del Zoológico
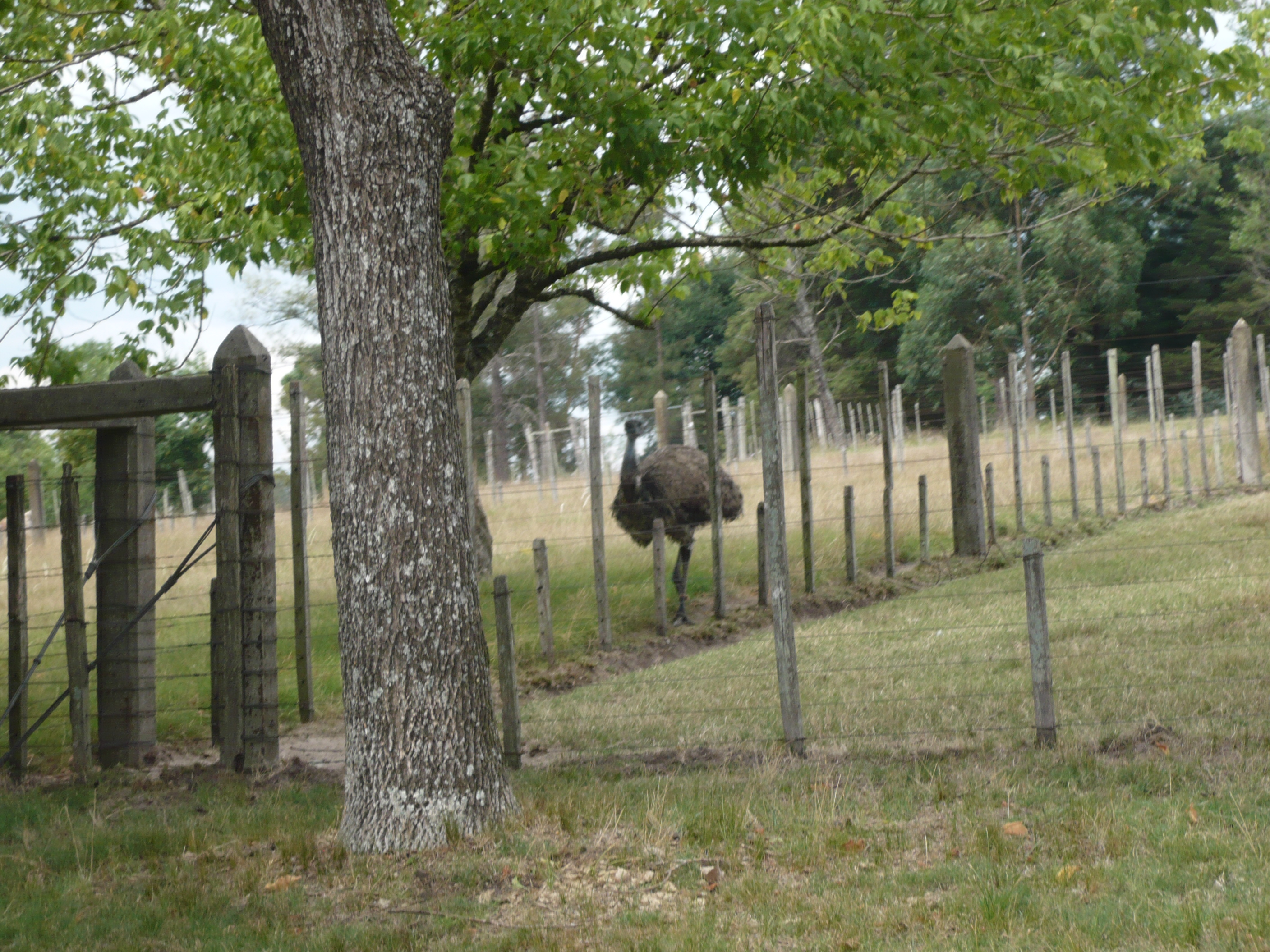
Zoológico Municipal Dr. Mauricio López Lomba
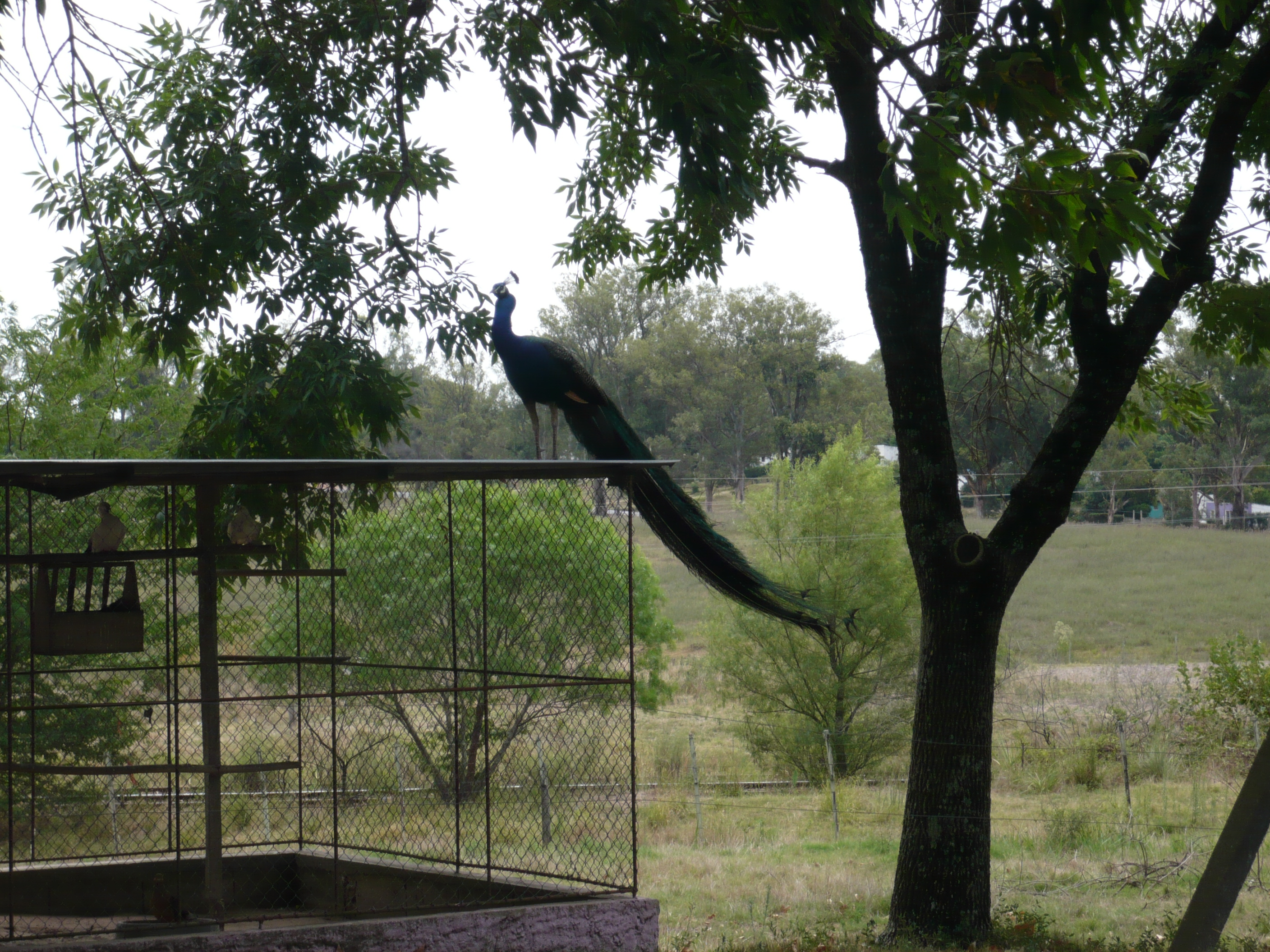
Pavo Real
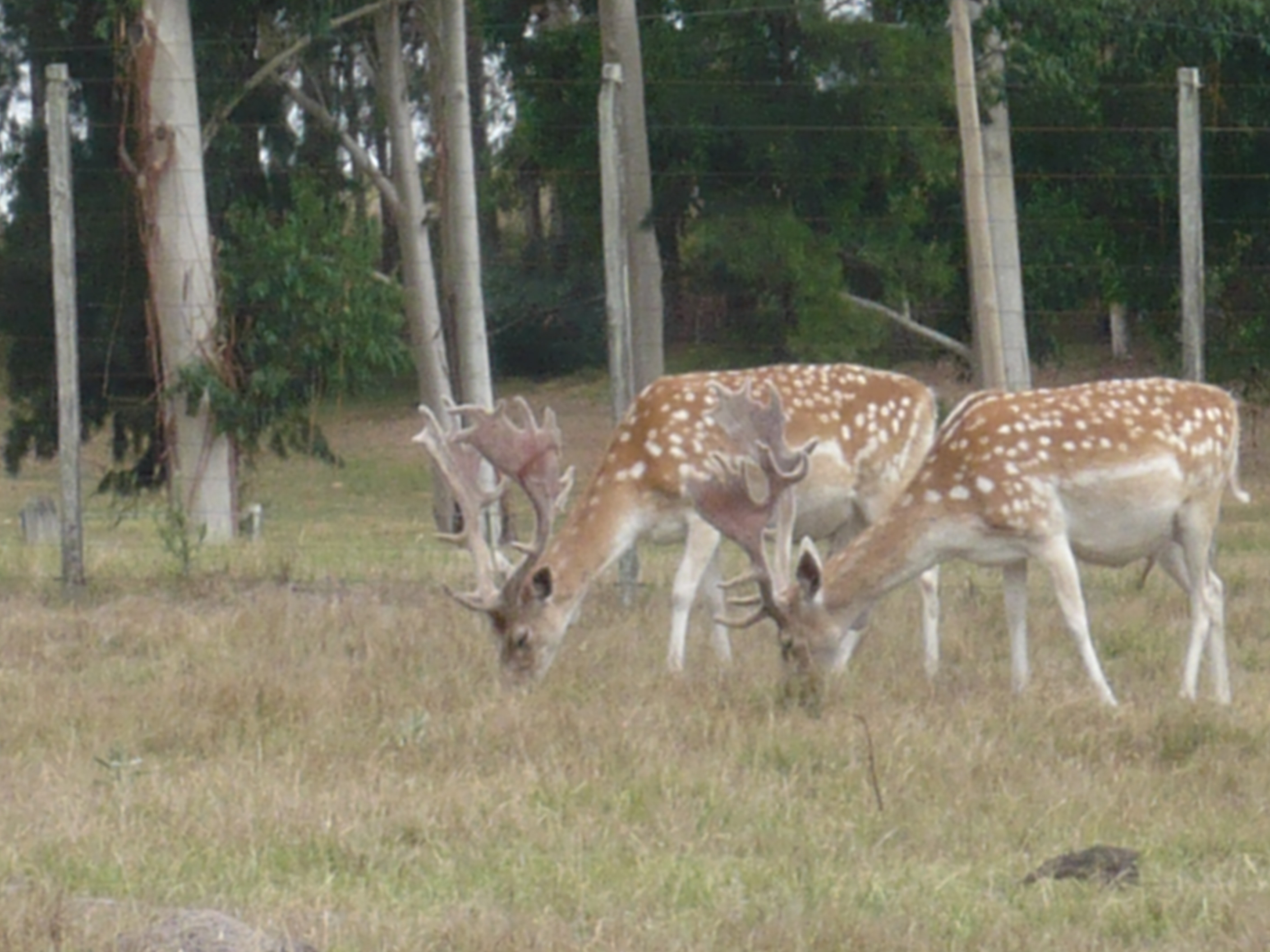
Venados
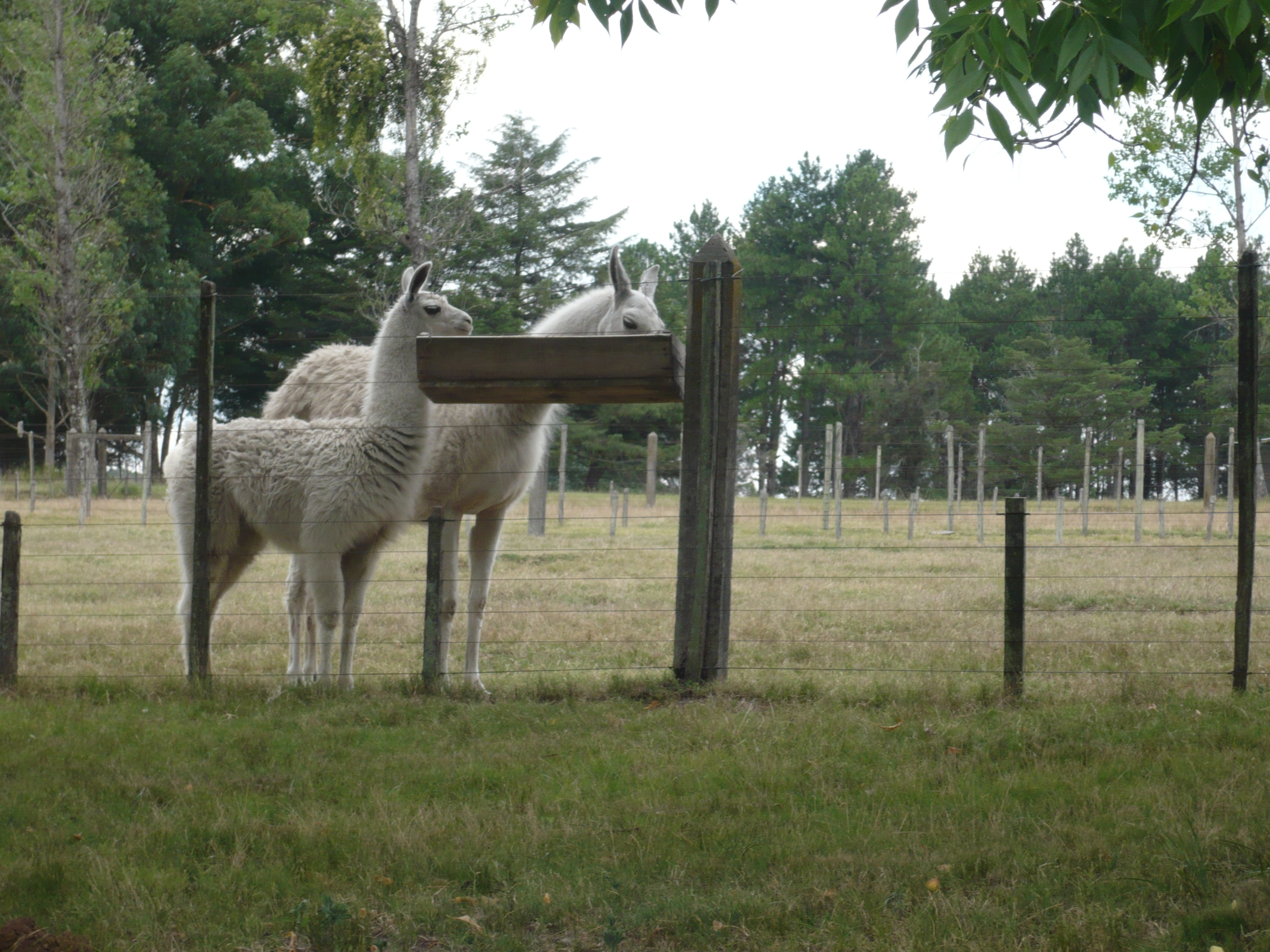
Llama blanca